# Greg Minnaar
Greg Minnaar (ur. 13 listopada 1981 w Pietermaritzburgu) – południowoafrykański kolarz górski, wielokrotny medalista mistrzostw świata oraz trzykrotny zdobywca Pucharu Świata.

## Kariera
Pierwszy sukces w karierze Greg Minnaar osiągnął w 2001 roku kiedy zwyciężył w klasyfikacji generalnej Pucharu Świata, a na mistrzostwach świata w Vail wywalczył brązowy medal, ulegając tylko Francuzowi Nicolasowi Vouillozowi i Brytyjczykowi Stevenowi Peatowi. Na rozgrywanych w 2003 roku mistrzostwach świata w Lugano był najlepszy, a rok później, podczas mistrzostw świata w Les Gets był drugi za Francuzem Fabienem Barelem. W 2005 roku ponownie zwyciężył w klasyfikacji generalnej PŚ, a na mistrzostwach w Livigno był trzeci, ulegając Barelowi i Australijczykowi Samuelowi Hillowi. W 2006 roku zdobył srebrny medal na mistrzostwach świata w Rotorua, gdzie wyprzedził go jedynie Hill, a cztery lata później - na mistrzostwach w Mont-Sainte-Anne był ponownie trzeci, za Hillem i Kanadyjczykiem Stevenem Smithem. W 2012 roku, podczas mistrzostw świata w Leogang Greg ponownie zwyciężył. Po raz trzeci Puchar Świata zdobył w sezonie 2008, a ponadto zajmował drugie miejsce w latach 2008, 2010 i 2011 oraz trzecie w latach 2006 i 2009. Swój trzeci tytuł mistrzowski zdobył na mistrzostwach świata w Pietermaritzburgu, wyprzedzając Australijczyków: Michaela Hannah i Jareda Gravesa. Sezon 2013 zakończył na trzeciej pozycji, przegrywając tylko ze Stevenem Smithem i Brytyjczykiem Gee Athertonem.